# Calyptrochaeta mniadelphus
Calyptrochaeta mniadelphus är en bladmossart som beskrevs av David Maughan Churchill 1994. Calyptrochaeta mniadelphus ingår i släktet Calyptrochaeta och familjen Hookeriaceae. Inga underarter finns listade i Catalogue of Life.